# Liste der Nummer-eins-Hits in den britischen Charts (2019)
Dies ist eine Liste der Nummer-eins-Hits in den britischen Charts im Jahr 2019. Sie basiert auf den Official Singles Chart Top 100 und den Albums Chart Top 100, die von der Official Charts Company ermittelt werden.
Die britischen Charts werden unmittelbar nach Ende der Verkaufswoche veröffentlicht und gelten für die der Verkaufswoche folgende Woche. Ausgabedatum ist der letzte Tag der Woche, also der Donnerstag eine Woche nach Ende der Verkaufswoche.

## Singles
| ← 2018 ← | Liste der Nummer-eins-Hits in den britischen Charts | Liste der Nummer-eins-Hits in den britischen Charts | Liste der Nummer-eins-Hits in den britischen Charts | 2020 →                    |
| \| Zeitraum \| Wo. ges. \| Interpret \| Titel Autor(en) \| Zusätzliche Informationen \| \| (Zeitraum, Wochen auf Platz eins, Interpret, Titel, Autor[en], zusätzliche Informationen) \| \| \| \| \| \| ----------------------------------------------------------------------------------------- \| -------- \| ----------------------------- \| ----------------------------------------------------------------------------------------------------------------------------------------------------------------------- \| ------------------------- \| \| 28. Dezember 2018 – 24. Januar 2019 4 Wochen \| 4 \| Ava Max \| Sweet but Psycho Ava Max, Andreas Andersen Haukeland, Madison Love, Henry Walter \| – \| \| 25. Januar 2019 – 14. Februar 2019 3 Wochen (insgesamt 4) \| 4 \| Ariana Grande \| 7 Rings Ariana Grande, Charles Anderson, Kimberly Krysiuk, Michael Foster, Njomza Vitia, Oscar Hammerstein II, Richard Rodgers, Tayla Parx, Tommy Brown, Victoria Monét \| – \| \| 15. Februar 2019 – 21. Februar 2019 1 Woche \| 1 \| Ariana Grande \| Break Up with Your Girlfriend, I’m Bored Ariana Grande, Max Martin, Ilya Salmanzadeh, Savan Kotecha, Kandi Burruss, Kevin Briggs \| – \| \| 22. Februar 2019 – 28. Februar 2019 1 Woche (insgesamt 4) \| 4 \| Ariana Grande \| 7 Rings Ariana Grande, Charles Anderson, Kimberly Krysiuk, Michael Foster, Njomza Vitia, Oscar Hammerstein II, Richard Rodgers, Tayla Parx, Tommy Brown, Victoria Monét \| – \| \| 1. März 2019 – 18. April 2019 7 Wochen \| 7 \| Lewis Capaldi \| Someone You Loved Lewis Capaldi \| – \| \| 19. April 2019 – 2. Mai 2019 2 Wochen \| 2 \| Lil Nas X \| Old Town Road Montero Hill, Trent Reznor, Atticus Ross \| – \| \| 3. Mai 2019 – 16. Mai 2019 2 Wochen \| 2 \| Stormzy \| Vossi Bop Anderson, Chris Andoh, Dakarai Forbes, Michael Omari \| – \| \| 17. Mai 2019 – 11. Juli 2019 8 Wochen \| 8 \| Ed Sheeran & Justin Bieber \| I Don’t Care Ed Sheeran, Justin Bieber, Max Martin, Shellback, Jason Boyd, Fred Gibson \| – \| \| 12. Juli 2019 – 18. Juli 2019 1 Woche (insgesamt 6) \| 6 \| Shawn Mendes & Camila Cabello \| Señorita Shawn Mendes, Camila Cabello, Andrew Wotman, Benjamin Levin, Ali Tamposi, Charlotte Emma Aitchison, Jack Patterson, Magnus August Høiberg \| – \| \| 19. Juli 2019 – 25. Juli 2019 1 Woche \| 1 \| Ed Sheeran feat. Khalid \| Beautiful People Ed Sheeran, Khalid Robinson, Fred Gibson, Max Martin, Shellback \| – \| \| 26. Juli 2019 – 29. August 2019 5 Wochen (insgesamt 6) \| 6 \| Shawn Mendes & Camila Cabello \| Señorita Shawn Mendes, Camila Cabello, Andrew Wotman, Benjamin Levin, Ali Tamposi, Charlotte Emma Aitchison, Jack Patterson, Magnus August Høiberg \| – \| \| 30. August 2019 – 3. Oktober 2019 5 Wochen \| 5 \| Ed Sheeran feat. Stormzy \| Take Me Back to London Ed Sheeran, Shellback, Max Martin, Fred Gibson, Michael Omari Jr. \| – \| \| 4. Oktober 2019 – 19. Dezember 2019 11 Wochen \| 11 \| Tones and I \| Dance Monkey Toni Watson \| – \| \| 20. Dezember 2019 – 26. Dezember 2019 1 Woche \| 1 \| LadBaby \| I Love Sausage Rolls Jake Hooker, Alan Merrill \| – \| \| 27. Dezember 2019 – 2. Januar 2020 1 Woche \| 1 \| Ellie Goulding \| River Joni Mitchell \| – \| |                                                     |                                                     | |                           |
| ← 2018 |                                                     |                                                     | | → 2020 →                  |
| Zeitraum | Wo. ges.                                            | Interpret                                           | Titel Autor(en) | Zusätzliche Informationen |
| (Zeitraum, Wochen auf Platz eins, Interpret, Titel, Autor[en], zusätzliche Informationen) |                                                     |                                                     | |                           |
| 28. Dezember 2018 – 24. Januar 2019 4 Wochen | 4                                                   | Ava Max                                             | Sweet but Psycho Ava Max, Andreas Andersen Haukeland, Madison Love, Henry Walter                                                                                        | –                         |
| 25. Januar 2019 – 14. Februar 2019 3 Wochen (insgesamt 4) | 4                                                   | Ariana Grande                                       | 7 Rings Ariana Grande, Charles Anderson, Kimberly Krysiuk, Michael Foster, Njomza Vitia, Oscar Hammerstein II, Richard Rodgers, Tayla Parx, Tommy Brown, Victoria Monét | –                         |
| 15. Februar 2019 – 21. Februar 2019 1 Woche | 1                                                   | Ariana Grande                                       | Break Up with Your Girlfriend, I’m Bored Ariana Grande, Max Martin, Ilya Salmanzadeh, Savan Kotecha, Kandi Burruss, Kevin Briggs                                        | –                         |
| 22. Februar 2019 – 28. Februar 2019 1 Woche (insgesamt 4) | 4                                                   | Ariana Grande                                       | 7 Rings Ariana Grande, Charles Anderson, Kimberly Krysiuk, Michael Foster, Njomza Vitia, Oscar Hammerstein II, Richard Rodgers, Tayla Parx, Tommy Brown, Victoria Monét | –                         |
| 1. März 2019 – 18. April 2019 7 Wochen | 7                                                   | Lewis Capaldi                                       | Someone You Loved Lewis Capaldi | –                         |
| 19. April 2019 – 2. Mai 2019 2 Wochen | 2                                                   | Lil Nas X                                           | Old Town Road Montero Hill, Trent Reznor, Atticus Ross | –                         |
| 3. Mai 2019 – 16. Mai 2019 2 Wochen | 2                                                   | Stormzy                                             | Vossi Bop Anderson, Chris Andoh, Dakarai Forbes, Michael Omari | –                         |
| 17. Mai 2019 – 11. Juli 2019 8 Wochen | 8                                                   | Ed Sheeran & Justin Bieber                          | I Don’t Care Ed Sheeran, Justin Bieber, Max Martin, Shellback, Jason Boyd, Fred Gibson                                                                                  | –                         |
| 12. Juli 2019 – 18. Juli 2019 1 Woche (insgesamt 6) | 6                                                   | Shawn Mendes & Camila Cabello                       | Señorita Shawn Mendes, Camila Cabello, Andrew Wotman, Benjamin Levin, Ali Tamposi, Charlotte Emma Aitchison, Jack Patterson, Magnus August Høiberg                      | –                         |
| 19. Juli 2019 – 25. Juli 2019 1 Woche | 1                                                   | Ed Sheeran feat. Khalid                             | Beautiful People Ed Sheeran, Khalid Robinson, Fred Gibson, Max Martin, Shellback                                                                                        | –                         |
| 26. Juli 2019 – 29. August 2019 5 Wochen (insgesamt 6) | 6                                                   | Shawn Mendes & Camila Cabello                       | Señorita Shawn Mendes, Camila Cabello, Andrew Wotman, Benjamin Levin, Ali Tamposi, Charlotte Emma Aitchison, Jack Patterson, Magnus August Høiberg                      | –                         |
| 30. August 2019 – 3. Oktober 2019 5 Wochen | 5                                                   | Ed Sheeran feat. Stormzy                            | Take Me Back to London Ed Sheeran, Shellback, Max Martin, Fred Gibson, Michael Omari Jr.                                                                                | –                         |
| 4. Oktober 2019 – 19. Dezember 2019 11 Wochen | 11                                                  | Tones and I                                         | Dance Monkey Toni Watson | –                         |
| 20. Dezember 2019 – 26. Dezember 2019 1 Woche | 1                                                   | LadBaby                                             | I Love Sausage Rolls Jake Hooker, Alan Merrill | –                         |
| 27. Dezember 2019 – 2. Januar 2020 1 Woche | 1                                                   | Ellie Goulding                                      | River Joni Mitchell | –                         |

## Alben
| ← 2018 ← | Liste der Nummer-eins-Hits in den britischen Charts | Liste der Nummer-eins-Hits in den britischen Charts | Liste der Nummer-eins-Hits in den britischen Charts                   | 2020 → |
| \| Zeitraum \| Wo. ges. \| Interpret \| Titel \| Zusätzliche Informationen \| \| (Zeitraum, Wochen auf Platz eins, Interpret, Titel, zusätzliche Informationen) \| \| \| \| \| \| ------------------------------------------------------------------------------ \| -------- \| ------------------------------------------ \| --------------------------------------------------------------------- \| ---------------------------------------------------------------------------------------------------------------------------------------------------------------------------------------------------------------------- \| \| 14. Dezember 2018 – 31. Januar 2019 7 Wochen (insgesamt 28) \| 28 \| (Soundtrack) \| The Greatest Showman: Original Motion Picture Soundtrack \| – \| \| 1. Februar 2019 – 7. Februar 2019 1 Woche \| 1 \| Bring Me the Horizon \| Amo \| – \| \| 8. Februar 2019 – 14. Februar 2019 1 Woche \| 1 \| The Specials \| Encore \| – \| \| 15. Februar 2019 – 7. März 2019 3 Wochen \| 3 \| Ariana Grande \| Thank U, Next \| – \| \| 8. März 2019 – 14. März 2019 1 Woche \| 1 \| Tom Walker \| What a Time to Be Alive \| – \| \| 15. März 2019 – 21. März 2019 1 Woche \| 1 \| Dave \| Psychodrama \| – \| \| 22. März 2019 – 28. März 2019 1 Woche \| 1 \| Jack Savoretti \| Singing to Strangers \| – \| \| 29. März 2019 – 4. April 2019 1 Woche \| 1 \| Michael Ball \| Coming Home to You \| – \| \| 5. April 2019 – 18. April 2019 2 Wochen (insgesamt 3) \| 3 \| Billie Eilish \| When We All Fall Asleep, Where Do We Go? \| – \| \| 19. April 2019 – 25. April 2019 1 Woche \| 1 \| BTS \| Map of the Soul: Persona \| – \| \| 26. April 2019 – 2. Mai 2019 1 Woche (insgesamt 3) \| 3 \| Billie Eilish \| When We All Fall Asleep, Where Do We Go? \| – \| \| 3. Mai 2019 – 23. Mai 2019 3 Wochen \| 3 \| Pink \| Hurts 2B Human \| – \| \| 24. Mai 2019 – 20. Juni 2019 4 Wochen (insgesamt 10) \| 10 \| Lewis Capaldi \| Divinely Uninspired to a Hellish Extent \| – \| \| 21. Juni 2019 – 27. Juni 2019 1 Woche \| 1 \| Bruce Springsteen \| Western Stars \| – \| \| 28. Juni 2019 – 4. Juli 2019 1 Woche (insgesamt 10) \| 10 \| Lewis Capaldi \| Divinely Uninspired to a Hellish Extent \| – \| \| 5. Juli 2019 – 11. Juli 2019 1 Woche \| 1 \| Kylie Minogue \| Step Back in Time: The Definitive Collection \| – \| \| 12. Juli 2019 – 18. Juli 2019 1 Woche (insgesamt 10) \| 10 \| Lewis Capaldi \| Divinely Uninspired to a Hellish Extent \| – \| \| 19. Juli 2019 – 15. August 2019 4 Wochen (insgesamt 5) \| 5 \| Ed Sheeran \| No.6 Collaborations Project \| – \| \| 16. August 2019 – 22. August 2019 1 Woche \| 1 \| Slipknot \| We Are Not Your Kind \| – \| \| 23. August 2019 – 29. August 2019 1 Woche (insgesamt 5) \| 5 \| Ed Sheeran \| No.6 Collaborations Project \| – \| \| 30. August 2019 – 5. September 2019 1 Woche \| 1 \| Taylor Swift \| Lover \| – \| \| 6. September 2019 – 12. September 2019 1 Woche \| 1 \| Lana Del Rey \| Norman Fucking Rockwell! \| – \| \| 13. September 2019 – 19. September 2019 1 Woche \| 1 \| Post Malone \| Hollywood’s Bleeding \| – \| \| 20. September 2019 – 26. September 2019 1 Woche \| 1 \| Sam Fender \| Hypersonic Missiles \| – \| \| 27. September 2019 – 3. Oktober 2019 1 Woche \| 1 \| Liam Gallagher \| Why Me? Why Not. \| – \| \| 4. Oktober 2019 – 10. Oktober 2019 1 Woche \| 1 \| The Beatles \| Abbey Road \| – \| \| 11. Oktober 2019 – 17. Oktober 2019 1 Woche \| 1 \| Dermot Kennedy \| Without Fear \| – \| \| 18. Oktober 2019 – 24. Oktober 2019 1 Woche \| 1 \| Elbow \| Giants of All Sizes \| – \| \| 25. Oktober 2019 – 31. Oktober 2019 1 Woche \| 1 \| Foals \| Everything Not Saved Will Be Lost – Part 2 \| – \| \| 1. November 2019 – 7. November 2019 1 Woche \| 1 \| Stereophonics \| Kind \| – \| \| 8. November 2019 – 14. November 2019 1 Woche \| 1 \| Jeff Lynne’s ELO \| From Out of Nowhere \| – \| \| 15. November 2019 – 21. November 2019 1 Woche \| 1 \| The Script \| Sunsets & Full Moons \| – \| \| 22. November 2019 – 28. November 2019 1 Woche \| 1 \| Westlife \| Spectrum \| – \| \| 29. November 2019 – 5. Dezember 2019 1 Woche \| 1 \| Coldplay \| Everyday Life \| – \| \| 6. Dezember 2019 – 12. Dezember 2019 1 Woche \| 1 \| Robbie Williams \| The Christmas Present \| Für Williams ist dies bereits das 13. Nummer-eins-Album in den britischen Charts, womit er – zusammen mit Elvis Presley – der Solointerpret ist, der am häufigsten die Spitze der Album-Charts erreichen konnte.[1][2] \| \| 13. Dezember 2019 – 2. Januar 2020 3 Wochen \| 3 \| Rod Stewart & Royal Philharmonic Orchestra \| You’re in My Heart: Rod Stewart with the Royal Philharmonic Orchestra \| – \| |                                                     |                                                     |                                                                       | |
| ← 2018 |                                                     |                                                     |                                                                       | → 2020 → |
| Zeitraum | Wo. ges.                                            | Interpret                                           | Titel                                                                 | Zusätzliche Informationen |
| (Zeitraum, Wochen auf Platz eins, Interpret, Titel, zusätzliche Informationen) |                                                     |                                                     |                                                                       | |
| 14. Dezember 2018 – 31. Januar 2019 7 Wochen (insgesamt 28) | 28                                                  | (Soundtrack)                                        | The Greatest Showman: Original Motion Picture Soundtrack              | – |
| 1. Februar 2019 – 7. Februar 2019 1 Woche | 1                                                   | Bring Me the Horizon                                | Amo                                                                   | – |
| 8. Februar 2019 – 14. Februar 2019 1 Woche | 1                                                   | The Specials                                        | Encore                                                                | – |
| 15. Februar 2019 – 7. März 2019 3 Wochen | 3                                                   | Ariana Grande                                       | Thank U, Next                                                         | – |
| 8. März 2019 – 14. März 2019 1 Woche | 1                                                   | Tom Walker                                          | What a Time to Be Alive                                               | – |
| 15. März 2019 – 21. März 2019 1 Woche | 1                                                   | Dave                                                | Psychodrama                                                           | – |
| 22. März 2019 – 28. März 2019 1 Woche | 1                                                   | Jack Savoretti                                      | Singing to Strangers                                                  | – |
| 29. März 2019 – 4. April 2019 1 Woche | 1                                                   | Michael Ball                                        | Coming Home to You                                                    | – |
| 5. April 2019 – 18. April 2019 2 Wochen (insgesamt 3) | 3                                                   | Billie Eilish                                       | When We All Fall Asleep, Where Do We Go?                              | – |
| 19. April 2019 – 25. April 2019 1 Woche | 1                                                   | BTS                                                 | Map of the Soul: Persona                                              | – |
| 26. April 2019 – 2. Mai 2019 1 Woche (insgesamt 3) | 3                                                   | Billie Eilish                                       | When We All Fall Asleep, Where Do We Go?                              | – |
| 3. Mai 2019 – 23. Mai 2019 3 Wochen | 3                                                   | Pink                                                | Hurts 2B Human                                                        | – |
| 24. Mai 2019 – 20. Juni 2019 4 Wochen (insgesamt 10) | 10                                                  | Lewis Capaldi                                       | Divinely Uninspired to a Hellish Extent                               | – |
| 21. Juni 2019 – 27. Juni 2019 1 Woche | 1                                                   | Bruce Springsteen                                   | Western Stars                                                         | – |
| 28. Juni 2019 – 4. Juli 2019 1 Woche (insgesamt 10) | 10                                                  | Lewis Capaldi                                       | Divinely Uninspired to a Hellish Extent                               | – |
| 5. Juli 2019 – 11. Juli 2019 1 Woche | 1                                                   | Kylie Minogue                                       | Step Back in Time: The Definitive Collection                          | – |
| 12. Juli 2019 – 18. Juli 2019 1 Woche (insgesamt 10) | 10                                                  | Lewis Capaldi                                       | Divinely Uninspired to a Hellish Extent                               | – |
| 19. Juli 2019 – 15. August 2019 4 Wochen (insgesamt 5) | 5                                                   | Ed Sheeran                                          | No.6 Collaborations Project                                           | – |
| 16. August 2019 – 22. August 2019 1 Woche | 1                                                   | Slipknot                                            | We Are Not Your Kind                                                  | – |
| 23. August 2019 – 29. August 2019 1 Woche (insgesamt 5) | 5                                                   | Ed Sheeran                                          | No.6 Collaborations Project                                           | – |
| 30. August 2019 – 5. September 2019 1 Woche | 1                                                   | Taylor Swift                                        | Lover                                                                 | – |
| 6. September 2019 – 12. September 2019 1 Woche | 1                                                   | Lana Del Rey                                        | Norman Fucking Rockwell!                                              | – |
| 13. September 2019 – 19. September 2019 1 Woche | 1                                                   | Post Malone                                         | Hollywood’s Bleeding                                                  | – |
| 20. September 2019 – 26. September 2019 1 Woche | 1                                                   | Sam Fender                                          | Hypersonic Missiles                                                   | – |
| 27. September 2019 – 3. Oktober 2019 1 Woche | 1                                                   | Liam Gallagher                                      | Why Me? Why Not.                                                      | – |
| 4. Oktober 2019 – 10. Oktober 2019 1 Woche | 1                                                   | The Beatles                                         | Abbey Road                                                            | – |
| 11. Oktober 2019 – 17. Oktober 2019 1 Woche | 1                                                   | Dermot Kennedy                                      | Without Fear                                                          | – |
| 18. Oktober 2019 – 24. Oktober 2019 1 Woche | 1                                                   | Elbow                                               | Giants of All Sizes                                                   | – |
| 25. Oktober 2019 – 31. Oktober 2019 1 Woche | 1                                                   | Foals                                               | Everything Not Saved Will Be Lost – Part 2                            | – |
| 1. November 2019 – 7. November 2019 1 Woche | 1                                                   | Stereophonics                                       | Kind                                                                  | – |
| 8. November 2019 – 14. November 2019 1 Woche | 1                                                   | Jeff Lynne’s ELO                                    | From Out of Nowhere                                                   | – |
| 15. November 2019 – 21. November 2019 1 Woche | 1                                                   | The Script                                          | Sunsets & Full Moons                                                  | – |
| 22. November 2019 – 28. November 2019 1 Woche | 1                                                   | Westlife                                            | Spectrum                                                              | – |
| 29. November 2019 – 5. Dezember 2019 1 Woche | 1                                                   | Coldplay                                            | Everyday Life                                                         | – |
| 6. Dezember 2019 – 12. Dezember 2019 1 Woche | 1                                                   | Robbie Williams                                     | The Christmas Present                                                 | Für Williams ist dies bereits das 13. Nummer-eins-Album in den britischen Charts, womit er – zusammen mit Elvis Presley – der Solointerpret ist, der am häufigsten die Spitze der Album-Charts erreichen konnte. |
| 13. Dezember 2019 – 2. Januar 2020 3 Wochen | 3                                                   | Rod Stewart & Royal Philharmonic Orchestra          | You’re in My Heart: Rod Stewart with the Royal Philharmonic Orchestra | – |

## Jahreshitparaden
| ← 2018 ← | Liste der Nummer-eins-Hits in den britischen Charts | Liste der Nummer-eins-Hits in den britischen Charts                               | Liste der Nummer-eins-Hits in den britischen Charts | 2020 →   |
| \| Singles \| Position# \| Alben \| \| -------------------------------------------------------------------------------------------------------------------------------------------------------------------------------- \| --------- \| --------------------------------------------------------------------------------- \| \| Someone You Loved Lewis Capaldi \| 1 \| Divinely Uninspired to a Hellish Extent Lewis Capaldi \| \| Old Town Road Lil Nas X Montero Hill, Trent Reznor, Atticus Ross \| 2 \| No. 6 Collaborations Project Ed Sheeran \| \| I Don’t Care Ed Sheeran & Justin Bieber Ed Sheeran, Justin Bieber, Max Martin, Shellback, Poo Bear, Fred Gibson \| 3 \| The Greatest Showman: Original Motion Picture Soundtrack (Soundtrack) \| \| Bad Guy Billie Eilish Billie O’Connell, Finneas O’Connell \| 4 \| When We All Fall Asleep, Where Do We Go? Billie Eilish \| \| Giant Calvin Harris & Rag ’n’ Bone Man Adam Wiles, Rory Graham, Jamie Hartman, Troy Miller \| 5 \| Staying at Tamara’s George Ezra \| \| Sweet but Psycho Ava Max , William Lobban Bean, Andreas Andersen Haukeland, Madison Love, Henry Walter \| 6 \| Bohemian Rhapsody: The Original Soundtrack Queen \| \| Vossi Bop Stormzy Anderson, Chris Andoh, Dakarai Forbes, Michael Omari \| 7 \| Thank U, Next Ariana Grande \| \| Dance Monkey Tones and I Toni Watson \| 8 \| What a Time to Be Alive Tom Walker \| \| Don’t Call Me Up Mabel Mabel McVey, Camille Purcell, Steve Mac \| 9 \| A Star Is Born Lady Gaga & Bradley Cooper \| \| Señorita Shawn Mendes & Camila Cabello Shawn Mendes, Camila Cabello, Andrew Wotman, Benjamin Levin, Ali Tamposi, Charlotte Emma Aitchison, Jack Patterson, Magnus August Høiberg \| 10 \| You’re in My Heart: Rod Stewart with the Royal Philharmonic Orchestra Rod Stewart \| |                                                     |                                                                                   |                                                     |          |
| ← 2018 |                                                     |                                                                                   |                                                     | → 2020 → |
| Singles | Position#                                           | Alben                                                                             |                                                     |          |
| Someone You Loved Lewis Capaldi | 1                                                   | Divinely Uninspired to a Hellish Extent Lewis Capaldi                             |                                                     |          |
| Old Town Road Lil Nas X Montero Hill, Trent Reznor, Atticus Ross | 2                                                   | No. 6 Collaborations Project Ed Sheeran                                           |                                                     |          |
| I Don’t Care Ed Sheeran & Justin Bieber Ed Sheeran, Justin Bieber, Max Martin, Shellback, Poo Bear, Fred Gibson | 3                                                   | The Greatest Showman: Original Motion Picture Soundtrack (Soundtrack)             |                                                     |          |
| Bad Guy Billie Eilish Billie O’Connell, Finneas O’Connell | 4                                                   | When We All Fall Asleep, Where Do We Go? Billie Eilish                            |                                                     |          |
| Giant Calvin Harris & Rag ’n’ Bone Man Adam Wiles, Rory Graham, Jamie Hartman, Troy Miller | 5                                                   | Staying at Tamara’s George Ezra                                                   |                                                     |          |
| Sweet but Psycho Ava Max , William Lobban Bean, Andreas Andersen Haukeland, Madison Love, Henry Walter | 6                                                   | Bohemian Rhapsody: The Original Soundtrack Queen                                  |                                                     |          |
| Vossi Bop Stormzy Anderson, Chris Andoh, Dakarai Forbes, Michael Omari | 7                                                   | Thank U, Next Ariana Grande                                                       |                                                     |          |
| Dance Monkey Tones and I Toni Watson | 8                                                   | What a Time to Be Alive Tom Walker                                                |                                                     |          |
| Don’t Call Me Up Mabel Mabel McVey, Camille Purcell, Steve Mac | 9                                                   | A Star Is Born Lady Gaga & Bradley Cooper                                         |                                                     |          |
| Señorita Shawn Mendes & Camila Cabello Shawn Mendes, Camila Cabello, Andrew Wotman, Benjamin Levin, Ali Tamposi, Charlotte Emma Aitchison, Jack Patterson, Magnus August Høiberg | 10                                                  | You’re in My Heart: Rod Stewart with the Royal Philharmonic Orchestra Rod Stewart |                                                     |          |